# اژدهای دریایی علفی
اژدهای دریایی علفی یا فیلوپتریکس نام جانوری دریایی مرتبط با اسب دریایی می‌باشد که در سواحل جنوبی استرالیا سکونت دارد. این جانور در اعماق ۳ تا ۵۰ متری زندگی می‌کند. اژدهای دریایی علفی تا چهل و پنج سانتی‌متر رشد می‌کند و همانند اسب دریایی جنس نر حامل تخم‌ها می‌باشد و تخم می‌گذارد. جفتگیری در این گونه جانور در اسارت معمولاً نادر است و پژوهشگران هنوز درک نکرده‌اند که عوامل محیطی چه اثری بر جفتگیری می‌گذارد.